# Pencader
Pencader är en ort i Storbritannien.   Den ligger i kommunen Carmarthenshire och riksdelen Wales, i den södra delen av landet, 290 km väster om huvudstaden London. Pencader ligger 117 meter över havet och antalet invånare är 336.
Terrängen runt Pencader är kuperad åt sydost, men åt nordväst är den platt. Pencader ligger nere i en dal. Runt Pencader är det ganska tätbefolkat, med 72 invånare per kvadratkilometer. Närmaste större samhälle är Carmarthen, 16,4 km söder om Pencader. Trakten runt Pencader består i huvudsak av gräsmarker.